# Affaire Pierre Silviet-Carricart
Pour un article plus général, voir Affaire Bétharram.
L'affaire Pierre Silviet-Carricart, est une affaire judiciaire mettant en cause en 1998 le prêtre Pierre Silviet-Carricart, professeur de philosophie et directeur de l'institution Notre-Dame de Bétharram entre 1976 et 1981, puis entre 1987 et 1993.
En 1998, il est mis en examen pour viol et tentative de viol sur mineur puis placé en détention provisoire. Libéré sous conditionnelle 13 jours plus tard, il est autorisé en juillet 1999 à rejoindre le siège de sa congrégation à Rome, où à la suite d'une deuxième plainte, il se suicide en 2000, ce qui met un terme à l'action pénale.
En 2006, Notre-Dame de Bétharram est déclaré  « civilement responsable du viol et des agressions sexuelles » commis par le père Carricart.
François Bayrou qui est en 1998 parent d'élève de l'institution Notre-Dame de Bétharram, député des Pyrénées-Atlantiques, président du conseil général des Pyrénées-Atlantiques (1992-2001), et ancien ministre de l'Éducation nationale (1993-1997), affirme à la suite de la médiatisation de l'affaire Bétharram en 2024 et 2025 ne pas avoir été informé de cette histoire à ce moment-là et de pas être intervenu dans la procédure judiciaire malgré des témoignages qui infirment ces assertions. Acculé par les témoignages concordants faisant état d'une rencontre entre François Bayrou et le juge Mirande en charge de l'affaire, le cabinet de François Bayrou finit par reconnaître, le 25 avril 2025, que ce dernier a bel et bien rencontré le juge durant l'affaire Pierre Silviet-Carricart.
En avril 2025, dans le cadre de la médiatisation de l'affaire Bétharram, le père Carricart est visé par 24 plaintes pour agressions physiques, sexuelles et viols.

## Histoire

### Enfance
Pierre Silviet-Carricart, né le 10 avril 1941 à Musculdy.

### Notre-Dame de Bétharram
Il exerce comme professeur de philosophie à l'institution Notre-Dame de Bétharram puis comme directeur entre 1976 et 1981, puis entre 1987 et 1993.

## Plaintes pénales pour viols et agressions sexuelles sur mineurs (1987-2000)
Courant 1987, le prêtre directeur se livre de nuit au sein du dortoir à des caresses et masturbations répétées, sur un élève du collège pensionnaire de l'internat âgé de 10 ans et demi. En 1988, celui-ci profite de la fragilité psychique de l'élève,, déstabilisé par l'annonce de la mort de son père, pour le violer, le matin de l'enterrement, avant que sa mère ne vienne le chercher pour l'emmener aux obsèques,,.
En 1997, le procureur de Pau reçoit une plainte du jeune à ses 21 ans. L'instruction judiciaire est menée par le juge Christian Mirande.

### Détention provisoire
Le 28 mai 1998, le prêtre est mis en examen pour « viol et agression sexuelle sur mineur de moins de 15 ans par personne abusant de son autorité » pour des faits présumés entre janvier et mai 1988,. Le directeur conteste les accusations et dépose une plainte pour dénonciation calomnieuse.
La communauté éducative de l'institution réagit avec « réserve et prudence » à la procédure judiciaire qui met en cause l'ancien directeur de l'établissement.

### Contrôle judiciaire en France
Placé sous mandat de dépôt, le prêtre reste 13 jours en détention provisoire à la maison d'arrêt de Pau, avant d'être remis en liberté le 9 juin, il est libéré sous contrôle judiciaire, à la suite d'une demande formulée en appel à la chambre d'accusation de la Cour d'appel de Pau, au motif « que la mise en détention n’est plus nécessaire à la poursuite de l’information »,.
Les motifs invoqués par la chambre d’accusation étaient « ceux qui habituellement justifiaient le maintien en détention » selon l'avocat du plaignant interrogé par Le Monde en 2024. Le juge d'instruction exprime rétrospectivement son étonnement devant cette décision inhabituelle au vu de l'aspect hors normes de l'affaire,,. Sans faire état de pressions, il évoque néanmoins à l'époque les « nombreuses questions » de sa hiérarchie sur la suite qu'il compte donner au dossier et relate la visite de François Bayrou dans le laps de temps des 10 jours d'instruction de l'affaire. François Bayrou est alors parent d'élève, député des Pyrénées-Atlantiques, président du conseil général des Pyrénées-Atlantiques, et ancien ministre de l'Éducation nationale. Ce dernier lui exprime « ses interrogations et ses doutes » sur la culpabilité du prêtre,.
Lors de cette affaire, trois personnes sont mises en cause, parmi lesquelles le père Silviet-Carricart, Damien Saget, et Patrick M. qui ne sont pas poursuivis,,,.

### Assouplissement du contrôle judiciaire à Rome
En 1999, le prêtre est réélu économe général au siège de la congrégation des Prêtres du Sacré-Cœur de Jésus de Bétharram à Rome, sa demande d'assouplissement de son contrôle judiciaire est refusée par le juge d'instruction le 11 mai 1999, puis acceptée en appel auprès de la chambre d'accusation le 29 juin 1999. Ce qui l'autorise à quitter la France,,.
La levée du contrôle judiciaire du religieux est également jugée « insolite ».
Le 6 juillet 1999, La République des Pyrénées relate qu'une confrontation organisée chez le juge d’instruction Christian Mirande « a duré trois heures dans une atmosphère tendue et parfois houleuse ».

### Nouvelles plaintes
En novembre 1999, une deuxième plainte est déposée contre le père Carricart par un autre ancien élève de Bétharram, orphelin de père, pour des faits d'agressions sexuelles, et viols, dont il aurait été victime de la part du prêtre une douzaine d'années auparavant.
Fin 1999, le procureur de la République convoque de nouveau l'ecclésiastique.
Puis, à sa suite, une troisième victime se manifeste,.
Lors de cette affaire, trois personnes sont mises en cause, parmi lesquelles le père Silviet-Carricart, Damien Saget et Patrick M. qui ne sont pas poursuivis,,,.

### Suicide et enterrement en 2000
Le 5 janvier 2000, le prêtre âgé de 58 ans disparaît, une semaine avant de devoir se présenter devant le juge d'instruction. Une lettre est retrouvée annonçant son suicide : « J'ai accompli mon chemin de croix, je suis au Golgotha, ma croix va se lever,. » Celui-ci affirme qu'il n'a « violé aucun enfant », et que face à l'acharnement et au harcèlement dont il est l'objet, « sa vie sur terre s'achevait ».
Le 2 février, son corps en état de décomposition avancée est repêché dans le Tibre. Il est méconnaissable, mais ses vêtements, un chapelet et une carte d'identité à son nom sont retrouvés sur lui,. Il est enterré en France dans le petit cimetière de la congrégation à Lestelle-Bétharram le 10 février, en présence d’une foule immense de 135 religieux, de membres du conseil général des Pyrénées-Atlantiques et d'Élisabeth Bayrou, l'épouse de François Bayrou,,,,,,.

### Exhumation
Le 10 novembre 2000, le corps du religieux est exhumé après que des doutes sur son identité ont été exprimés,,. Le 5 décembre, l'identification visuelle de plusieurs témoins et l'identification ADN confirment que le corps enterré est bien celui de Pierre Silviet-Carricart,,,,,. mettant un terme à l'enquête et à la procédure pénale en mars 2001.

## Condamnation au civil de l'institution Notre-Dame de Bétharram (2001-2006)
En janvier 2001, l'avocat de la première victime annonce l'ouverture d'une procédure civile à l'encontre de la congrégation et une assignation de la direction de l'institution Notre-Dame de Bétharram pour défaut de surveillance devant le tribunal de grande instance.
En 2003, l’établissement est condamné par tribunal civil pour l'absence de « mis[e] en œuvre les moyens nécessaires pour assurer la sécurité des élèves [et d'avoir] laissé se développer une ambiance malsaine propice à favoriser le passage à l’acte de l’un de ses membres sur les pensionnaires ».
Le 25 septembre 2006, la cour d'appel de Pau déclare l'institution Bétharram « civilement responsable du viol et des agressions sexuelles » commis par le père Carricart.

## Affaire Bétharram depuis 2024
En juillet 2024, le père Silviet Carricart, est cité dans seize plaintes. Il aurait abusé d'au moins cinq personnes, dont trois dans une même classe d'après les témoignages recueillis par la presse les plaintes déposées,.
En avril 2025, dans le cadre de la médiatisation de l'affaire Bétharram, Pierre Silviet-Carricart est visé par 24 plaintes pour agressions physiques, sexuelles et viols. La victime de Dominique Spina, prêtre du diocèse de Bayonne condamné en 2005 et 2006 à cinq ans de prison dont un avec sursis, affirme en juillet 2025 avoir également été violée et agressée sexuellement par Pierre Silviet-Carricart,,.

### Accusations de mensonges contre François Bayrou

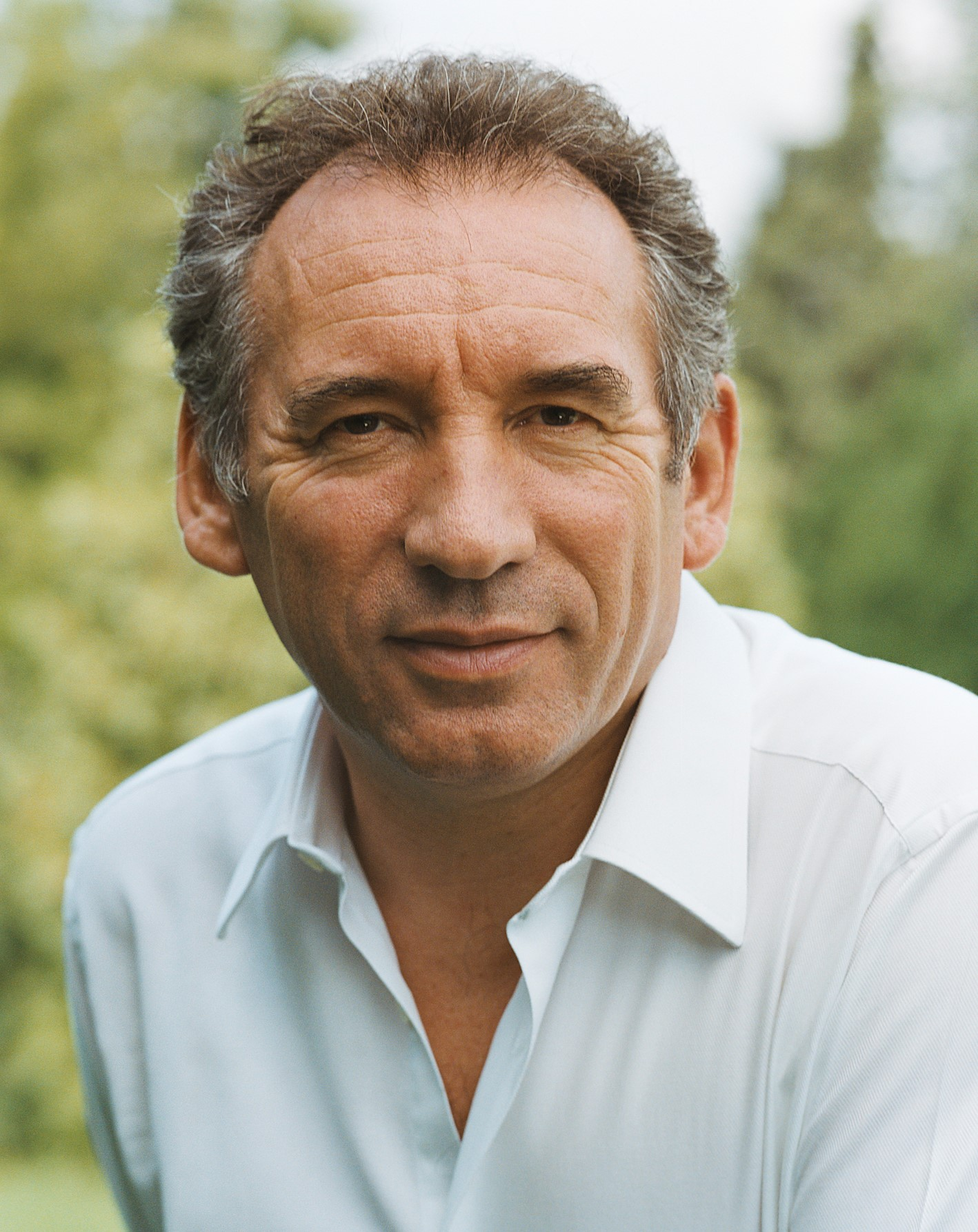
François Bayrou (2006).

François Bayrou est à l'époque parent d'élève de l'institution Notre-Dame de Bétharram, député des Pyrénées-Atlantiques, président du conseil général des Pyrénées-Atlantiques, et ancien ministre de l'Éducation nationale. Néanmoins, il affirme « Je ne connaissais pas le père Carricart, si ce n'est peut-être de vue. Jamais je n'ai été au courant de cette histoire à ce moment-là ».
Le juge d'instruction exprime rétrospectivement son étonnement devant la décision inhabituelle de libérer sous condition Pierre Silviet-Carricart en juin 1998, au vu de l'aspect hors normes de l'affaire,,. Sans faire état de pressions, il évoque néanmoins à l'époque les « nombreuses questions » de sa hiérarchie sur la suite qu'il compte donner au dossier et relate la visite de François Bayrou dans le laps de temps des 10 jours d'instruction de l'affaire. Ce dernier lui exprime « ses interrogations et ses doutes » sur la culpabilité du prêtre,. Le 24 avril 2025, dans une émission de Mediapart, la fille de François Bayrou vient également démentir son père, en affirmant que Bayrou avait rendu visite au juge Mirande, et qu'il lui avait à son retour demandé son avis sur les accusations portées contre le père Silviet-Carricart.
Un ancien gendarme chargé de l'enquête, en 1998, affirme, en 2025, avoir eu connaissance d'« une intervention » de François Bayrou. Lors de la mise en examen de Pierre Silviet-Carricart, le juge chargé du dossier lui aurait indiqué : « Le procureur général demande à voir le dossier, M. Bayrou est intervenu auprès de lui ». François Bayrou réfute cette allégation : « Je ne connaissais pas ce procureur général qui est décédé, me dit-on, il y a plus de vingt ans ». À la suite des propos de l'ancien gendarme, l'ancien juge assure à TF1 que François Bayrou « en aucun cas » ne lui avait « demandé de modérer [s]es décisions ». Avant de compléter « Je n’ai vraiment pas le souvenir qu’on m’ait dit que M. Bayrou était intervenu ». Cependant, le juge mentionne avoir dû répondre à de nombreuses questions auprès du procureur général, qu'il qualifie de « demandes un peu déguisées ».
Acculé par les témoignages concordants faisant état d'une rencontre entre François Bayrou et le juge Mirande en charge de l'affaire, le cabinet de François Bayrou finit par reconnaître, le 25 avril 2025, que ce dernier a bel et bien rencontré le juge, en pleine affaire Pierre Silviet-Carricart.

## Réactions

### Église
Pierre Molères, évêque du diocèse de Bayonne, Lescar et Oloron entre 1986 et 2008, indique avoir téléphoné au supérieur provincial des prêtres du Sacré-Cœur de Jésus de Bétharram en 1998, car il vient de prendre connaissance, « par la presse » selon lui, des accusations de viol d'un élève à l'encontre de l'ancien directeur de l'Institution Notre-Dame de Bétharram, Pierre Silviet-Carricart. Il souhaite discuter d’éventuelles sanctions pour ce dernier. Puis il abandonne ce projet : « Carricart était déjà parti à Rome, et j’avais tellement de choses à faire… Cette histoire n’a pas pris tout le champ de ma conscience ». De plus, il reconnait « une certaine omerta ».

### Sphère politique
L'avocate et députée socialiste des Pyrénées-Atlantiques Colette Capdevielle s'interroge : « Comment comprendre aujourd'hui en 2025 qu'un prêtre, accusé de viol, c'est un crime sexuel, puisse être libéré par la chambre de l'accusation, maintenant on dit chambre de l'instruction, au bout de 10 jours de détention avec interdiction de quitter le département ». Puis elle constate que le prêtre est exfiltré au Vatican auprès de sa congrégation contrairement à la décision de justice.